# Xylotrechus innotatithorax
Xylotrechus innotatithorax là một loài bọ cánh cứng trong họ Cerambycidae.